# 1488

## أحداث
- بارثولوميو دياز يكتشف رأس الرجاء الصالح، وقد أطلق عليه أول مره «رأس العواصف» في رحلته لإيجاد طريق تجارة جديد مع الهند يمنع العبور في أراضي العثمانيين المسلمين أثناء التفافه حول قارة أفريقيا.
- إنشاء البحرية الملكية الهولندية بقرار من ماكسيمليان الأول
- تولي محمود شاه الحكم في سلطنة ملقا.

## مواليد
- أولريش فون هوتن
- اشيل بوتشي
- جنغجونغ ملك جوسون ملك كوري
- جوهانس ماغنوس
- خوان ألباريث دي توليدو كهنوت إسباني
- فرديناند كولومبوس
- لطفي باشا الصدر الاعظم(الوزير الاعظم) للدولة العثمانية

## وفيات
- أحمد الكوراني
- أندريا دل فروكيو
- جيمس الثالث ملك اسكتلندا
- ابن العيني
- علاء الدين ريات شاه